# トム・ウィルヘルムセン
トーマス・マーク・ウィルヘルムセン（Thomas Mark "Tom" Wilhelmsen , 1983年12月16日 - ）は、アメリカ合衆国アリゾナ州ツーソン出身の元プロ野球選手（投手）。右投右打。

## 経歴

### プロ入りとメジャーデビューまで
2002年のMLBドラフト7巡目（全体199位）でミルウォーキー・ブルワーズから指名され、プロ入り。
2003年はA級ベロイト・スナッパーズで防御率2点台の好成績を残したが、シーズン終了後にマリファナの陽性反応を複数回示して更生施設に送られ、2004年は丸々出場停止になってしまった。
野球を続ける意欲を失ったウィルヘルムセンは、2005年に一度引退し、その後はバーテンダーとして生計を立てていた。
2009年、独立リーグであるゴールデン・ベースボール・リーグのツーソン・トロズで現役復帰。現役復帰は将来設計の一環であったという。独立リーグでは防御率6点台と打ち込まれたが、ブルワーズへの復帰が決定した。しかし、直後に肩の神経痛を発症し、解雇されてしまった。

### マリナーズ時代
2010年2月、ドラフト時にブルワーズのスカウト部長としてウィルヘルムセンを発掘したジャック・ズレンシック（当時シアトル・マリナーズGM）の手引きにより、マリナーズとマイナー契約を結んだ。この年はA-級エバレット・アクアソックスとA級クリントン・ランバーキングスで15試合（先発12）に登板し、防御率2.19・WHIP0.96を記録した。
2011年は開幕ロースターに入り、4月3日のオークランド・アスレチックス戦でメジャーデビューを果たした。5月17日にAA級ジャクソン・ジェネラルズへ降格したが、8月2日にメジャーへ復帰した。
2012年は途中からクローザーに定着し、29セーブを挙げた。
2013年は不調で夏場にクローザーから外された。
2014年2月25日にマリナーズと1年契約に合意した。この年は、メジャー初先発登板も果たし、多目的で起用された。3年連続55試合以上となる57試合に投げ、自己ベストの防御率2.27をマーク。また、前年に6.0台に低下していた奪三振率は8.0台まで回復し、大活躍を見せた。
2015年は53試合の登板だった。同年は再び、一時的にクローザーも務めて13セーブを記録。防御率が3.00台に逆戻りしたが、奪三振率は2年連続で上昇した。

### レンジャーズ時代
2015年11月16日にレオネス・マーティン、アンソニー・バスとのトレードで、ジェームズ・ジョーンズ及び後日発表選手（パトリック・キブルハン）と共にテキサス・レンジャーズへ移籍した。
2016年のシーズンは開幕から振るわず、レンジャーズでは21試合に登板して防御率10.55と絶不調だった。6月17日に40人枠を外れてのマイナー降格を拒否し、FAとなった。

### マリナーズ復帰
2016年6月22日にマリナーズへ復帰した。マリナーズ復帰後は29試合にリリーフ登板し、防御率3.60・1敗1セーブ・WHIP1.28という成績を記録。大炎上したレンジャーズ時代と比すれば、投球内容は改善した。レンジャーズとの合計では、5年連続50試合超となる50試合丁度に登板し、防御率6.80・2勝4敗1セーブ・WHIP1.71という成績だった。なお同年、通算300試合登板を突破。オフの11月18日にDFAとなった後、22日に自由契約となった。

### ダイヤモンドバックス時代
2017年2月10日にアリゾナ・ダイヤモンドバックスとマイナー契約を結び、スプリングトレーニングに招待選手として参加することになった。3月28日にメジャー契約を結んで40人枠入りし、27試合に登板して1勝1敗・防御率4.44・17奪三振の成績を残した。6月11日にザック・グレインキーのパタニティリストからの復帰に伴ってDFA、16日に自由契約となった。

### ダイヤモンドバックス退団後
2017年6月20日にブルワーズとマイナー契約を結んだと報道され、22日に傘下のAAA級コロラドスプリングス・スカイソックスへ配属された。16試合に登板して防御率13.15と振るわず、8月5日に自由契約となった。
2018年2月6日にサンディエゴ・パドレスとマイナー契約を結ぶが、開幕前に自由契約となる。5月2日に独立リーグ・アメリカン・アソシエーションのセントポール・セインツと契約した。7月3日にメキシカンリーグのティフアナ・ブルズに移籍。8月18日に解雇されると、オフの12月10日に現役引退を表明した

## 投球スタイル
身長6フィート6インチ(約198.1cm)という恵まれた体格から、平均球速153km/hの速球（フォーシーム、ツーシーム）を投げ下ろす。投球全体の約50%がフォーシームで、次いでカーブが約25%前後を占めるカーブボーラーであり、たまにチェンジアップも投じる。2015年からはスタイルチェンジをし、フォーシームに次ぐ球種を約25%のスライダーに変更した。カーブは、チェンジアップと同じ頻度で約10%程度にまで減らしている。。

## 人物
2012年3月、日本での開幕戦のために来日した際、所属するシアトル・マリナーズと阪神タイガースとのプレシーズン・ゲーム（東京ドーム）では、外野レフトスタンドで他のファンにまじって阪神タイガースの応援をしていた。
ユニークなダンスを踊ることでも有名であり、レンジャーズ入団会見でも披露した。

## 詳細情報

### 年度別投手成績
| 年 度    | 球 団    | 登 板 | 先 発 | 完 投 | 完 封 | 無 四 球 | 勝 利 | 敗 戦 | セ 丨 ブ | ホ 丨 ル ド | 勝 率 | 打 者 | 投 球 回 | 被 安 打 | 被 本 塁 打 | 与 四 球 | 敬 遠 | 与 死 球 | 奪 三 振 | 暴 投 | ボ 丨 ク | 失 点 | 自 責 点 | 防 御 率 | W H I P |
| -------- | -------- | ----- | ----- | ----- | ----- | -------- | ----- | ----- | -------- | ----------- | ----- | ----- | -------- | -------- | ----------- | -------- | ----- | -------- | -------- | ----- | -------- | ----- | -------- | -------- | ------- |
| 2011     | SEA      | 25    | 0     | 0     | 0     | 0        | 2     | 0     | 0        | 3           | 1.000 | 136   | 32.2     | 25       | 2           | 13       | 0     | 2        | 30       | 6     | 1        | 13    | 12       | 3.31     | 1.16    |
| 2012     | SEA      | 73    | 0     | 0     | 0     | 0        | 4     | 3     | 29       | 7           | .571  | 326   | 79.1     | 59       | 5           | 29       | 3     | 2        | 87       | 3     | 0        | 24    | 22       | 2.50     | 1.11    |
| 2013     | SEA      | 59    | 0     | 0     | 0     | 0        | 0     | 3     | 24       | 2           | .000  | 251   | 59.0     | 45       | 2           | 33       | 5     | 1        | 45       | 6     | 0        | 28    | 27       | 4.12     | 1.32    |
| 2014     | SEA      | 57    | 2     | 0     | 0     | 0        | 3     | 2     | 1        | 8           | .600  | 317   | 79.1     | 47       | 6           | 36       | 6     | 2        | 72       | 4     | 0        | 22    | 20       | 2.27     | 1.05    |
| 2015     | SEA      | 53    | 0     | 0     | 0     | 0        | 2     | 2     | 13       | 8           | .500  | 267   | 62.0     | 56       | 3           | 29       | 3     | 2        | 60       | 2     | 0        | 24    | 22       | 3.19     | 1.37    |
| 2016     | TEX      | 21    | 0     | 0     | 0     | 0        | 2     | 3     | 0        | 3           | .400  | 109   | 21.1     | 38       | 7           | 9        | 0     | 2        | 11       | 0     | 0        | 25    | 25       | 10.55    | 2.20    |
| 2016     | SEA      | 29    | 0     | 0     | 0     | 0        | 0     | 1     | 1        | 9           | .000  | 100   | 25.0     | 22       | 4           | 10       | 0     | 0        | 17       | 0     | 0        | 10    | 10       | 3.60     | 1.28    |
| '16計    | SEA      | 50    | 0     | 0     | 0     | 0        | 2     | 4     | 1        | 12          | .333  | 209   | 46.1     | 60       | 11          | 19       | 0     | 2        | 28       | 0     | 0        | 35    | 35       | 6.80     | 1.71    |
| 2017     | ARI      | 27    | 0     | 0     | 0     | 0        | 1     | 1     | 0        | 3           | .500  | 113   | 26.1     | 25       | 4           | 12       | 0     | 1        | 17       | 7     | 0        | 13    | 13       | 4.44     | 1.41    |
| MLB：7年 | MLB：7年 | 344   | 2     | 0     | 0     | 0        | 14    | 15    | 68       | 43          | .483  | 1619  | 385.0    | 317      | 33          | 171      | 17    | 12       | 339      | 28    | 1        | 159   | 151      | 3.53     | 1.27    |

### 背番号
- 54（2011年 - 2017年）